# F-1 (granada francesa)
A granada F-1 é uma granada de mão produzida em massa pela França durante e após a Primeira Guerra Mundial, usada em massa na maioria dos países europeus durante a Primeira e a Segunda Guerras Mundiais.

## Visão geral
A granada F-1 foi colocada em produção em massa pela primeira vez pelo Estado francês em 1915, durante a Primeira Guerra Mundial. Em maio de 1915, a primeira granada F1 (Fusante No. 1) apareceu nas forças armadas francesas, em quantidades limitadas. Esta nova arma herdou a experiência dos primeiros meses de guerra: o formato foi feito para ser mais moderno, com padrão de ranhuras externas para melhor aderência e maior facilidade de fragmentação. A segunda expectativa revelou-se enganosa, uma vez que a explosão na prática não produziu mais do que 10 fragmentos (embora o padrão tenha sido concebido para se dividir em todas as 38 divisões desenhadas). O projeto mostrou-se muito funcional, principalmente pela sua estabilidade em comparação com outras granadas do mesmo período. Mais tarde, o Fusante No. 1 foi usado em massa por muitos exércitos estrangeiros no período 1915–1940. A granada F-1 tem sido usada como base para o desenvolvimento de muitas outras granadas por diferentes nações, incluindo os EUA e a União Soviética.
A F-1 foi muito difundida durante a primeira metade do século XX, usada pelos exércitos da França, dos Estados Unidos, da Rússia Imperial, da União Soviética, da Finlândia e outros. No geral, mais de sessenta milhões destas granadas foram produzidas ao longo de 25 anos, de 1915 a 1940.

## Desenvolvimento
Originalmente, a F1 foi projetada para usar um sistema de ignição baseado em isqueiro, mas depois começou a usar um fusível com espoleta de percussão. Projetos como os fusíveis M1916 e M1917 Billant transformaram a F1 em uma granada com fusível de tempo, que era o sistema de ignição final da granada. Na Segunda Guerra Mundial, a F1 usava o fusível M1935, que é um fusível baseado em tempo, mas difere internamente do fusível M1916 Billant. A F-1 em seu projeto original foi retirado do serviço militar francês em 1946. Os modelos alterados da granada permanecem no serviço militar em países ao redor do mundo, entre outros na granada F1 russa e na granada americana Mk 2.

## Estados Unidos
A granada francesa F-1 com o fusível M1916 Billant foi a granada preferida do Exército dos EUA durante a Primeira Guerra Mundial.

## Guerra Civil Russa
Durante a Guerra Civil Russa, a F1 foi entregue às forças do Movimento Branco pela França e apreendida em massa pelo regime bolchevique, resultando num uso muito generalizado da granada. Após a guerra civil, o comando da artilharia soviética decidiu modificar a F-1 francesa para o projeto da granada F1 russa. No folclore soviético e no discurso coloquial, a granada tornou-se um ícone nacional de convulsão social e revolução, embora não seja referida como F-1, mas sim como "limonka" ([lı'mɒnkə]), 'limãozinho', devido ao seu uso muito amplo durante a guerra civil e o período caótico do início da década de 1920. As origens da limonka russa são ambíguas e permanecem um assunto de debate histórico, com um lado apresentando o caso de que a granada recebeu o nome de sua forma e familiaridade com a granada de limão britânica No. 16 e outro sugerindo que a granada recebeu o nome de seu projetista francês, Leman.